# Prochilodus magdalenensis
Prochilodus magdalenensis és una espècie de peix de la família dels proquilodòntids i de l'ordre dels caraciformes.